# Très-Saint-Rédempteur (Québec)
Pour les articles homonymes, voir Très-Saint-Rédempteur.
Très-Saint-Rédempteur est une municipalité du Québec située dans la municipalité régionale de comté de Vaudreuil-Soulanges dans la région administrative de la Montérégie, au nord-ouest du Suroît.

## Toponymie
La dénomination Très-Saint-Rédempteur évoque la mission salvatrice de Jésus. Elle est familièrement appelée Saint-Rénac

## Histoire
La seigneurie de Rigaud, dont le territoire inclut la municipalité actuelle de Très-Saint-Rédempteur, est concédée en 1732 à François-Pierre et Pierre de Rigaud de Vaudreuil. Le territoire de Très-Saint-Rédempteur correspond à la neuvième concession de la seigneurie de Rigaud, appelée alors Côte Sainte-Madeleine, du prénom de Madeleine Chaussegros de Léry, épouse de Michel-Eustache-Gaspard-Alain Chartier de Lotbinière, seigneur de Rigaud. Le développement de la concession débute en 1801. La concession est plus tard désignée sous le nom Le Grand Brûlé, puis Le Bois-Franc ou parfois Mont-Oscar. Un McDonnell implante un moulin à farine et ses employés construisent leurs maisons autour du moulin, créant ainsi le noyau du village. La concession, située à 9 km du village de Rigaud et reliée par des chemins souvent impraticables, constituant une contrainte sérieuse pour les baptêmes, les enterrements et la fréquentation scolaire. En 1856, le presbytère de Rigaud est la proie d'un incendie. Comme les paroissiens de la concession de Sainte-Madeleine sont appelés à financer la reconstruction. Ils projettent alors de former leur propre paroisse et envoient une requête à l'évêque de Montréal Ignace Bourget. Ce n'est toutefois qu'en 1880 que la requête est étudiée et acceptée positivement, par le nouvel évêque de Montréal, Édouard-Charles Fabre. L'évêque donne le nom de Très-Saint-Rédempteur à la nouvelle paroisse. Celle-ci est ainsi nommée en l'honneur de Jésus-Christ, symbole de faveur pour les terres autour de la famille formée par Sainte-Madeleine (paroisse du village de Rigaud), sa sœur Sainte-Marthe et son frère Saint-Lazare (les paroisses voisines). Les habitants de la concession Sainte-Madeleine obtiennent également que leur paroisse soit détachée civilement de Rigaud, ce qui est décrété la même année. Le premier maire est John McCabe.Le bureau de poste de Saint-Rédepmpetur ouvre en 1882.
Les sucres constituent une tradition depuis longtemps, par exemple à l'érablière Brazeau. Au début des années 1920, Très-Saint-Rédempteur est pionnière à macadamiser les chemins. Le bureau de poste local cesse ses activités en 1969.
La paroisse catholique de Très-Saint-Rédempteur est fermée au début des années 2000 et fusionnée à la paroisse de Sainte-Madeleine de Rigaud en 2006. En 2010, la municipalité de la paroisse change son statut pour celui de municipalité.
Le 27 mai 2024 vers 17 h 30, une tornade touche terre sur le territoire de la municipalité et fait que des dégâts matériels,.

## Géographie
Très-Saint-Rédempteur se trouve à la frontière de l'Ontario, à l'extrême nord-ouest de la MRC de Vaudreuil-Soulanges et du Suroît. La municipalité est bornée au nord par Rigaud, au sud-est par Sainte-Marthe, au sud par Sainte-Justine-de-Newton et à l'ouest par Hawkesbury Est (Saint-Eugène). Cette dernière fait partie des comtés unis de Prescott et Russell. Son territoire épouse la forme d'un rectangle édenté d'une longueur de 15 km et couvrant une superficie totale de 26,20 km2, dont 26,18 km2 sont terrestres. La plus grande partie de la municipalité se trouve en terrain plat dans les basses-terres du Saint-Laurent. La partie est se trouve sur le flanc ouest de la montagne de Rigaud. L'altitude varie de 190 m au mont Oscar, sommet local du mont Rigaud, à environ 52 m à la limite nord. Les sols se composent principalement de grès de Potsdam, dolomie, conglomérat et calcaire. Très-Saint-Rédempteur se trouve dans le bassin versant de la rivière des Outaouais. La localité est arrosée par le ruisseau Blanc, qui se jette dans la rivière Rigaud Est, affluent de la rivière Rigaud au nord. La rivière à la Raquette, dont la source est à Très-Saint-Rédempteur, coule vers le sud. Le secteur sur le flanc de la montagne se situe dans le domaine de la forêt mixte.

## Démographie
Au recensement de 2016, la population totale s'élève à 928 habitants, appelés Rédempteurois. La population connaît une hausse de 35 personnes (4,1 %) entre 2011 et 2016. La densité brute de la population est de 34,5 habitants/km2 pour l'ensemble de la municipalité. Le parc résidentiel s'élève à 371 logements privés, dont 350 sont occupés par des résidents habituels,. La population est en croissance soutenue à long terme, en raison de la construction résidentielle.
| 1986 | 1991 | 1996 | 2001 | 2006 | 2011 | 2016 | 2021 |
| ---- | ---- | ---- | ---- | ---- | ---- | ---- | ---- |
| 480  | 570  | 622  | 598  | 733  | 863  | 898  | 978  |

| Année | Ménages | Pers./mén. |
| ----- | ------- | ---------- |
| 1996  |         |            |
| 2001  | 250     | 2,39       |
| 2006  | 275     | 2,67       |
| 2011  | 330     | 2,62       |
| 2016  | 350     | 2,57       |

| Type de ménage             | Ménages   | Ménages   |
| Type de ménage             | Nombre    | %         |
| -------------------------- | --------- | --------- |
| Personnes seules           | 70        | 20 %      |
| Groupes en cooccupation    | 10        | 3 %       |
| Couples sans enfants       | 125       | 35 %      |
| Familles biparentales      | 130       | 37 %      |
| Familles monoparentales    | 20        | 6 %       |
| Total                      | 350       | 100 %     |
| Appartenance à un ménage   | Personnes | Personnes |
| Appartenance à un ménage   | Nombre    | %         |
| Personnes/ménage           | 2,57      | ...       |
| Personnes dans les ménages | 900       | 100 %     |
| Personnes hors ménage      | -         | -         |
| Population totale          | 900       | 100 %     |

La population de Très-Saint-Rédempteur présente une moyenne d'âge comparable à ceux des grandes régions environnates, bien que plus jeune que ses voisines Rigaud et Sainte-Marthe. Le groupe d'âge le plus important est celui des 45-64 ans, suivi par les 25-44 ans. L'âge moyen y est de 40,1 ans, soit davantage que la MRC de Vaudreuil-Soulanges (39,4 ans) mais moindre que dans la région de Montréal (40,6 ans) ou le Québec (41,9 ans). L'augmentation notable de population au cours des vingt dernières années s'explique par l'établissement de personnes maintenant âgées entre 45 et 64 ans,.
| Groupe d'âge   | Très-Saint-Rédempteur | Très-Saint-Rédempteur | Très-Saint-Rédempteur | Très-Saint-Rédempteur | Très-Saint-Rédempteur | Comparateurs 2016 (%) | Comparateurs 2016 (%) | Comparateurs 2016 (%) |
| Groupe d'âge   | 1996                  | 1996                  | 2016                  | 2016                  | Variation 1996-2016   | Vaudreuil- Soulanges  | RMR de Montréal       | Québec                |
| Groupe d'âge   | Nb                    | %                     | Nb                    | %                     | Nb                    | Vaudreuil- Soulanges  | RMR de Montréal       | Québec                |
| -------------- | --------------------- | --------------------- | --------------------- | --------------------- | --------------------- | --------------------- | --------------------- | --------------------- |
| 0-14 ans       | 150                   | 24 %                  | 170                   | 19 %                  | 20                    | 19,6 %                | 16,9 %                | 16,3 %                |
| 15-24 ans      | 80                    | 13 %                  | 70                    | 8 %                   | 10                    | 11,5 %                | 12,1 %                | 11,4 %                |
| 25-44 ans      | 210                   | 34 %                  | 230                   | 26 %                  | 20                    | 25,2 %                | 27,4 %                | 25,3 %                |
| 45-64 ans      | 130                   | 21 %                  | 305                   | 34 %                  | 175                   | 29,5 %                | 27,3 %                | 28,6 %                |
| 65-84 ans      | 45                    | 7 %                   | 110                   | 12 %                  | 65                    | 12,8 %                | 14,2 %                | 16,0 %                |
| 85 ans et plus | -                     | - %                   | 10                    | 1 %                   | ...                   | 1,3 %                 | 2,2 %                 | 2,3 %                 |
| Total          | 620                   | 100 %                 | 895                   | 100 %                 | 280                   | 100 %                 | 100 %                 | 100 %                 |
| Âge médian     | .                     |                       | 41,8                  |                       | ...                   | 40,7                  | 40,3                  | 42,5                  |

## Administration
Les élections municipales ont lieu tous les quatre ans et s'effectuent en bloc sans division territoriale. Le conseil municipal est composé d'un maire et de six conseillers¸. À l'élection de 2013, le maire sortant Jean Lalonde est élu sans opposition.
| Très-Saint-Rédempteur Maires depuis 2001                                                                             |               |         |          |
| Élection | Maire         | Qualité | Résultat |
| 2001 | Jean Lalonde  |         | Voir     |
| 2005 | Jean Lalonde  | Voir    |          |
| 2009 | Jean Lalonde  | Voir    |          |
| 2013 | Jean Lalonde  | Voir    |          |
| 2017 | Julie Lemieux |         | Voir     |
| 2021 | Julie Lemieux | Voir    |          |
| Élection partielle en italique Depuis 2005, les élections sont simultanées dans toutes les municipalités québécoises |               |         |          |

|              | 2005-2009       | 2009-2013       | 2013-2017            | 2017-2021             | 2021-2025             |
| Maire        | Jean Lalonde    | Jean Lalonde    | Jean Lalonde         | Julie Lemieux         | Julie Lemieux         |
| Conseiller 1 | Paul Cozens     | Paul Cozens     | Paul Cozens          | Steven Strong-Gallant | Steven Strong-Gallant |
| Conseiller 2 | Guy Guénette    | Guy Guénette    | Lise Charest         | Isabelle Paré         | Isabelle Paré         |
| Conseiller 3 | Élise Dufresne  | Élise Dufresne  | Julie Lemieux        | Réjean Sauvé          | Line Asselin          |
| Conseiller 4 | Mario Santini   | Mario Santini   | René-Philippe Hébert | Aline Nault           | Nicole Hémond         |
| Conseiller 5 | Alexandre Zalac | Alexandre Zalac | Alexandre Zalac      | Alexandre Zalac       | Sébastien Primeau     |
| Conseiller 6 | Mario Cardinal  | Mario Cardinal  | Mario Cardinal       | Willy Mouzon          | Willy Mouzon          |

De par la structure économique et l'occupation du territoire, la richesse foncière de la municipalité se trouve presque exclusivement dans le secteur résidentiel, ce qui signifie que les résidents supportent directement une grande part des dépenses municipales. La charge fiscale moyenne demeure dans la norme et l'endettement de long terme est faible.
| Indicateur                                          | Très-Saint-Rédempteur | Classe de population (a) | MRC de Vaudreuil-Soulanges |
| --------------------------------------------------- | --------------------- | ------------------------ | -------------------------- |
| Richesse foncière uniformisée (RFU)                 | 85,6 M$               | .                        | .                          |
| Part, résidentiel                                   | 73,4 %                | 51,6 %                   | 81,0 %                     |
| Part, industriel et commercial                      | 2,4 %                 | 8,0 %                    | 11,4 %                     |
| Part, agricole                                      | 20,1 %                | 20,5 %                   | 3,9 %                      |
| Part des taxes dans l'ensemble des revenus (b)      | 57,0 %                | 50,8 %                   | 71,5 %                     |
| Taux global de taxation uniformisé                  | 0,738 0 $             | 1,025 5 $                | 0,934 0 $                  |
| Charge fiscale moyenne                              | 1 472 $               | 1 412 $                  | 2 623 $                    |
| Endettement total net à long terme par 100 $ de RFU | 0,31 $                | 1,33 $                   | 2,10 $                     |

(a) Ensemble des 704 municipalités québécoises dont la population est entre 0 et 1 999 habitants; (b) Données 2011.
Le maire de très-Saint-Rédempteur est le préfet de la MRC. Très-Saint-Rédempteur est l'une des municipalités rurales situées à l'ouest et qui ne sont pas incluses dans le territoire de juridiction de la Communauté métropolitaine de Montréal. La population locale est représentée à l'Assemblée nationale du Québec par le député de la circonscription de Soulanges. Avant les élections générales québécoises de 2003, la municipalité est incluse dans la circonscription de Vaudreuil. À la Chambre des communes du Canada, le député de la circonscription de Salaberry—Suroît représente la population locale. Avant les élections fédérales canadiennes de 2015, le territoire de Sainte-Marthe était compris dans la circonscription de Vaudreuil-Soulanges.

## Urbanisme
La zone plate du territoire est utilisée à des fins agricoles principalement alors que le secteur sur la montagne de Rigaud est occupé à des fins résidentielles. Environ 70 % du territoire de la municipalité (cœur du village inclus) est dans la zone agricole permanente, ce qui signifie que dans cette zone, aucun développement domiciliaire ne peut se faire sans l'autorisation de la Commission de protection du territoire agricole du Québec. Les 30 % du territoire restants sont situés en zone boisée sur le pôle du mont Rigaud. C'est dans cette zone que se font les développements domiciliaires. Cette zone résidentielle se trouve à égale distance de la ville voisine de Rigaud et du cœur du village de Très-Saint-Rédempteur.
Le village compte peu d'édifices publics. Le patrimoine religieux a pu être conservé après la fermeture de la paroisse grâce à l'action de la municipalité et de la communauté dans le cadre d'un projet Agenda 21L de développement durable, dans lequel s'insère également des initiatives communautaires de la Coop Csur.
La quasi-totalité des logements sont des maisons individuelles non attenantes et sont presque entièrement habités par des occupants permanents. Le développement Les Sommets inclut 40 nouvelles résidences à Très-Saint-Rédempteur. La municipalité aménage le nouveau parc Cavaleri. Les secteurs urbanisés de la ville comprennent entre autres Domaine Martin et des Lacs.
La municipalité est traversée par la rue Principale. Cette rue forme un segment de la route 325, collectrice sous la responsabilité du ministère des Transports du Québec, qui relie la localité à Rigaud au nord-est et à Sainte-Justine-de-Newton au sud. La route de comté 18 permet de se rendre à Vankleek Hill du côté ontarien. L’oléoduc Montréal-North Westover longe la limite entre Sainte-Justine-de-Newton et Très-Saint-Rédempteur.

## Économie
L'économie locale est principalement agricole. La production agricole à Très-Saint-Rédempteur comprend la culture de bleuets à la bleuetière Au fin délice, qui récolte entre autres comme espèces la Polaris, la Reka, la Patriote, la Bluecrop et la Blueray. La ferme A. Lauzon élève du bœuf Angus. Le secteur agricole compte plusieurs établissements équestres dont le ranch La Cavalerie. Quelques entreprises œuvrent dans d'autres secteurs d'activité, par exemple la Coopérative CSUR offre des services d'Internet.
La population adulte de Très-Saint-Rédempteur se compose de salariée à 37 %, de retraités à 23 %, de travailleurs autonomes à 12 % et de chefs d'entreprise à 10 %. Elle travaille et consomme le plus souvent à Rigaud, Vaudreuil-Dorion ou Montréal. Comme action pour stimuler l'économie locale, les habitants privilégient l'achat local et la préservation du territoire agricole.

## Culture
La bibliothèque municipale de Très-Saint-Rédempteur, inaugurée en 1988 est ouverte deux jours par semaine. La peintre animalière Manon Labelle, le sculpteur Scott Read et le bluesman Rick L. Blues vivent à Très-Saint-Rédempteur.
L'ancienne église catholique, située au cœur du noyau villageois sur la route Principale, construite en 1881 et désacralisée en 2010, a été acquise par la municipalité et a été convertie en centre socioculturel. De nombreux évènements y ont lieu et le grand public peut y louer des salles pour diverses occasions,,. Bien que l'église soit propriété de la municipalité, la gestion du cimetière situé derrière l'église, qui lui est toujours actif, incombe à la paroisse Sainte-Madeleine de Rigaud.

## Éducation
Le centre de services scolaire des Trois-Lacs administre les écoles francophones
- L'école Sainte-Marthe à Sainte-Marthe[43]

La commission scolaire Lester-B.-Pearson administre les écoles anglophones: L'école primaire Soulanges dans le secteur Dalhousie à Saint-Télesphore, l'école primaire Evergreen et l'école primaire Forest Hill (pavillons junior et senior), toutes deux situées à Saint-Lazare, desservent les élèves anglophones de Très-Saint-Rédempteur.

## Société
Un cinquième de la population de Très-Saint-Rédempteur y est né ou provient de la municipalité voisine de Rigaud. Un autre cinquième provient du pôle de la MRC de Vaudreuil-Soulanges (Vaudreuil-Dorion, île Perrot ou Saint-Lazare). Une part de 23 % est originaire de la région métropolitaine de Montréal hors Vaudreuil-Soulanges. Les gens viennent s'établir à Très-Saint-Rédempteur pour quitter la ville, vivre à la campagne et à moindre coût. Environ 40 % de la population est impliquée dans des activités communautaires, le plus souvent à l'extérieur de la municipalité. Plus de la moitié de la population a un fort sentiment d'appartenance à la communauté locale. L'absence de dépanneur ou d'épicerie locale est le plus souvent mentionnée comme activité ou service manquant dans la localité, davantage chez les habitants du noyau villageois que chez les résidents de la montagne de Rigaud. Les premiers requièrent davantage de parcs alors que les seconds veulent davantage de sentiers, pistes cyclables et terrains de sport.
La municipalité de Très-Saint-Rédempteur détient 3 fleurons sur une possibilité de 5 suivant l’échelle des Fleurons du Québec, association visant l’embellissement horticole durable des milieux de vie. Voir aussi (changement de statut). Les personnalités de Très-Saint-Rédempteur comprennent entre autres Oscar McDonnell, né en 1854, journaliste et honoré par un odonyme local.